# Ingerana mariae
The Mary's Frog (Ingerana mariae) là một loài ếch thuộc họ Ranidae.
Đây là loài đặc hữu của Philippines.
Môi trường sống tự nhiên của chúng là vùng núi ẩm nhiệt đới hoặc cận nhiệt đới.
Chúng hiện đang bị đe dọa vì mất môi trường sống.